# Bombardowanie ambasady chińskiej w Belgradzie
Bombardowanie ambasady chińskiej w Belgradzie – omyłkowe zbombardowanie ambasady Chińskiej Republiki Ludowej przez amerykański bombowiec B-2 podczas operacji Allied Force. W wyniku ataku zginęło trzech obywateli Chin. W Chinach podejrzewano, że atak przeprowadzono celowo, jednak nie znaleziono dowodów potwierdzających te spekulacje. Pomimo tego w odwecie w Chinach dopuszczono się aktów wandalizmu wobec budynku ambasady Stanów Zjednoczonych w Pekinie. Incydent miał miejsce 7 maja 1999 roku.
Bill Clinton oficjalnie przeprosił Chiny za omyłkowe zbombardowanie ambasady. W oświadczeniu z 22 lipca 1999 roku prezydent Stanów Zjednoczonych oświadczył, że spekulacje o świadomym zbombardowaniu budynku są bezpodstawne. Zdaniem Clintona, do incydentu doszło w wyniku trzech czynników: wadliwej techniki wykorzystywanej do lokalizacji zamierzonego celu (planowo miała być zbombardowana siedziba Jugosłowiańskiej Federalnej Dyrekcji ds. Dostaw i Zamówień), posiadania nieprawidłowej lokalizacji ambasady chińskiej w wywiadowczej bazie danych oraz nie dostrzeżenia błędów podczas przeglądu technicznego.